# Raye (chanteuse)
Pour les articles homonymes, voir Raye.
Rachel Agatha Keen, née le 24 octobre 1997 à Londres, connue sous le nom de scène de Raye (stylisé RAYE), est une auteure-compositrice-interprète britannique.
Raye se fait connaître au milieu des années 2010 grâce à des featurings sur les singles d'autres artistes, puis en sortant des singles dance et des EP. Alors qu'elle a initialement signé avec le label Polydor Records, elle attire ensuite l'attention des médias avec son départ de la maison de disques, qui aurait refusé de sortir son premier album.
Raye sort indépendamment son premier album studio, My 21st Century Blues (2023), qui est acclamé par la critique. Le troisième single de l'album, « Escapism », est sa première chanson à figurer en tête du classement des singles britanniques et à entrer dans le Billboard Hot 100 américain. Aux Brit Awards 2024, Raye remport six catégories, un record, dont celle d'artiste britannique de l'année. La BBC inclut la chanteuse dans sa liste 100 Women de 2024. Elle est nommée dans trois catégories aux 67e Grammy Awards, dont celle du meilleur nouvel artiste.
La musique de Raye mélange les genres ; elle est influencée par le jazz, tout en incorporant de la pop, du R&B et de la soul. Les paroles traitent de ses luttes personnelles et des problèmes contemporains.
En dehors de sa propre discographie, Raye co-écrit des chansons pour d'autres musiciens, tels que Beyoncé, Charli XCX, John Legend et Little Mix .

## Biographie
Rachel Agatha Keen est née le 24 octobre 1997 à Tooting, un district de Londres, d'une mère suisso-ghanéenne et d'un père britannique. Elle a 3 sœurs, Abby-Lynn Keen qui est aussi chanteuse, Lauren Keen et Katelyn Keen. Elle grandit à Croydon et étudie pendant deux ans à la BRIT School à Londres, avant de sortir son premier EP fin 2014.

## Carrière

### Les débuts (2014-2015)
Le 5 décembre 2014, Raye publie sur SoundCloud son premier EP intitulé Welcome to the Winter. En février 2015, Raye sort son single Flowers. En avril 2015, elle sort son single Alien en featuring avec le rappeur Avelino.

### Premiers succès et écriture (2016-2019)
Le 11 août 2016, Raye sort son deuxième EP intitulé Second sous le label Polydor Records. L'EP comprend les singles Distraction, Ambition (avec Stormzy), et I, U, Us. Le 28 octobre 2016 sort le titre By Your Side de Jonas Blue en featuring avec Raye. Il se place numéro 15 dans le UK Singles Chart. Elle apparaît par la suite sur le single You Don't Know Me de Jax Jones. Le titre sort le 9 décembre 2016 et atteint la 3e place du UK Singles Chart, et la 2e place du Top Singles en France. You Don't Know Me est certifié disque de diamant par le SNEP. Le titre est également sélectionné dans la catégorie meilleur single britannique de l'année lors des Brit Awards 2018.
En janvier 2017, Raye remporte la 3e place du sondage annuel de critiques musicaux Sound of..., qui met en avant des artistes émergents talentueux de l'industrie musicale. Le 9 février 2017, elle donne son premier concert au XOYO à Shoreditch, à Londres. En novembre 2017, elle sort son single Decline en featuring avec le rappeur Mr Eazi. Il atteint la 15e place du UK Singles Chart.
Son troisième EP Side Tape est publié le 4 mai 2018. Il comprend les singles Decline, Cigarette (avec Mabel et Stefflon Don), et Confidence (avec Maleek Berry et Nana Rogues). En octobre 2018, Raye entame sa première tournée qui comporte huit dates.
En mai 2019, Raye collabore avec David Guetta sur le titre Stay (Don't Go Away).
Raye est également auteure. Elle participe à l'écriture de chansons pour des artistes tels que Charli XCX, Little Mix, John Legend, Ellie Goulding ou Beyoncé.

### Euphoric Sad Songs(2020-2021)
En février 2020, le single Tequila des DJ Martin Solveig et Jax Jones en featuring avec Raye sort. Il se place à la 21e position au UK Singles Charts. Raye collabore par la suite avec le DJ Regard sur le single Secrets. Il sort en avril 2020, et atteint la 6e position au UK Singles Chart. Le titre est sélectionné dans la catégorie meilleur single britannique aux Brit Awards 2021.
Le 20 novembre 2020 paraît son premier EP intitulé Euphoric Sad Songs. Il inclut les singles Love Me Again, Please Don't Touch, Secrets, Natalie Don't, Love Of Your Life, et Regardless (avec Rudimental).
Fin 2020, Raye se produit aux côtés de David Guetta sur le titre Let's Love, lors des MTV Europe Music Awards et des NRJ Music Awards.
Son single Bed, en collaboration avec Joel Corry et David Guetta, sort en février 2021. Il se place numéro 3 du Single UK charts. À la même période, le titre Ferrari Horses, du groupe D-Block Europe en featuring avec Raye, connaît une forte progression dans le UK single Charts, se positionnant à la 14e place en mai 2021.
En juillet 2021, Raye annonce via ses réseaux sociaux qu'elle quitte le label Polydor. Cette décision fait suite à une série de tweets dans lesquels elle exprimait son désir d'avoir plus de libertés au sein de son label. Sa seconde tournée, intitulée Euphoric Sad Show, comporte huit dates et se tient en novembre 2021.

### My 21st Century Blues(2022-2025)
En juin 2022, la sortie d'un nouveau single intitulé Hard Out Here est annoncée sous le label Human Re Sources. Ce titre est le premier single de son premier album studio intitulé My 21st Century Blues qui voit le jour le 3 février 2023.
Cet album l'a propulsé au 2e rang des UK Albums Charts à sa sortie comprenant de nombreux hits tels que Escapism., Oscar Winning Tears. et Flip a switch.
Elle remportera également 6 récompenses concernant cet album lors de l'édition 2024 des Brit Awards, ce qui se trouve être un record.
En 2025, elle est nommée dans la catégorie best new artist aux Grammy Awards; mais ne remporte pas le prix. Elle y performe cependant son titre Oscar Winning Tears.
Le 2 Mars 2025, elle interprète Skyfall de Adele lors de la 97e cérémonie des Oscars pour rendre hommage aux films James Bond aux côtés de Doja Cat et Lisa.

## Discographie

### Albums live
- 2023 : My 21st Century Symphony (Live At The Royal Albert Hall)
- 2024 : Live At Montreux Jazz Festival[25]

### Albums studio
- 2023 : My 21st Century Blues

### EPs
- 2014 : Welcome to the Winter
- 2016 : Second (en)
- 2018 : Side Tape
- 2020 : Deezer Sessions
- 2020 : Euphoric Sad Songs (Dance Edition) (en)
- 2021 : Apple Music Home Session: Raye

### Singles

#### En tant qu'artiste principale
- 2014 : Bet U Wish
- 2015 : Flowers
- 2015 : Alien (feat. Avellino)
- 2015 : Shine
- 2016 : Distraction
- 2016 : Ambition (feat. Stormzy)
- 2016 : I, U, Us
- 2017 : The Line
- 2017 : Sober (Stripped)
- 2017 : Decline (avec Mr. Eazi)
- 2018 : Cigarette (avec Mabel et Stefflon Don)
- 2018 : Confidence (feat. Maleek Berry et Nana Rogues)
- 2018 : Friends
- 2019 : The Fruits (avec Col3trane et DJDS)
- 2019 : Love Me Again (solo ou feat. Jess Glynne)
- 2019 : Please Don't Touch
- 2020 : All Of My Love (avec Young Adz)
- 2020 : Tequila (avec Jax Jones et Martin Solveig)
- 2020 : Secrets (avec Regard)
- 2020 : Natalie Don't
- 2020 : Love Of Your Life
- 2020 : Regardless (avec Rudimental)
- 2021 : Bed (avec Joel Corry et David Guetta)
- 2021 : Call On Me
- 2021 : I Don't Want You (avec Riton)
- 2021 : Monney Calling (avec Da Beatfreakz, Russ Millions et Wewantwraiths)
- 2021 : Summer Love (avec Cassper Nyovest)
- 2022 : Waterfall (avec Disclosure)
- 2022 : Hard Out Here.
- 2022 : Black Mascara.
- 2022 : Escapism. (feat. 070 Shake)
- 2022 : The Thrill Is Gone.
- 2023 : Ice Cream Man.
- 2023 : Flip A Switch. (feat.Coi leray)
- 2023 : Worth It
- 2024 : Genesis

#### En featuring
- 2016 : By Your Side (Jonas Blue feat. Raye)
- 2016 : You Don't Know Me (Jax Jones feat. Raye)
- 2017 : After The Afterparty (VIP Mix) (Charli XCX feat. Raye, Stefflon Don et Rita Ora)
- 2017 : Bridge over Troubled Water (en tant que membre des Artists for Grenfell)
- 2017 : Glue (Somewhere Else feat. Raye)
- 2018 : Tied Up (Major Lazer feat. Raye et Mr. Eazi)
- 2019 : Check (Kojo Funds feat. Raye)
- 2019 : Tipsy (Odunsi (The Engine) feat. Raye)
- 2019 : Stay (Don't Go Away) (David Guetta feat. Raye)
- 2019 : Make It To Heaven (David Guetta et Morten feat. Raye)
- 2020 : Thank You (Pvris feat. Raye)
- 2021 : Ferrari Horses (D-Block Europe feat. Raye)
- 2021 : Kiss My (Uh Oh) (Girl Power remix) (Anne-Marie et Little Mix feat. Raye, Becky Hill et Stefflon Don)
- 2021 : Go Girl (Miraa May feat. Raye)
- 2022 : You Can't Change Me (David Guetta et Morten feat. Raye)
- 2024 : Moi (Central Cee feat. Raye)
- 2025 : Born Again (de Lisa feat Doja Cat et Raye)
- 2025 : Suzanne (de Mark Ronson avec Raye)
- 2025 : Braveface (de Halle Bailey feat Raye)